# Гидрофильность
Гидрофильность (от др.-греч. ὕδωρ «вода» + φιλία «любовь») — характеристика интенсивности молекулярного взаимодействия вещества с водой, способность хорошо впитывать воду, а также высокая смачиваемость поверхностей водой. Наряду с гидрофобностью относится как к твёрдым телам, у которых оно является свойством поверхности, так и к отдельным молекулам, их группам, атомам, ионам.
Гидрофильность характеризуется величиной адсорбционной связи молекул вещества с молекулами воды, образованием с ними неопределённых соединений и распределением количества воды по величинам энергии связи. Широко используется в косметических целях.
Гидрофильностью обладают вещества с ионными кристаллическими решётками (оксиды, гидроксиды, силикаты, сульфаты, фосфаты, глины, стёкла и др.), вещества с полярными группами -OH, -COOH, -NO2 и др. Гидрофильность и гидрофобность являются частным случаем отношения веществ к растворителю — лиофильности, лиофобности.
Гидрофильность твёрдых тел может резко понижаться при адсорбции на их поверхности молекул ПАВ.
Гидрофильность и гидрофобность являются проявлением сил Ван-дер-Ваальса